# Собор Святого Георгия Победоносца (Дербент)
Собор Святого Георгия Победоносца — утраченный главный православный храм города Дербента, располагавшийся на Церковной площади (ныне площадь Свободы). Разрушен коммунистами в 1938 году. На месте храма установлен памятник Ленину.

## История[1]

### Предпосылки к строительству
До конца 1840-х годов единственным православным храмом в Дербенте была небольшая церковь Святого Георгия при линейном батальоне. Располагалась она в старом и тесном здании бывшей мечети (построена в XI веке, в качестве церкви использовалась с 1823 по 1853 год, верующим возвращена в 1994 г. ныне известна как Товба-мечеть или Килиса-мечеть (в переводе с тюркского Церковь-мечеть)) и обслуживала только военное население города. С ростом гражданского православного населения и приданию в 1847 году городу статуса центра Дербентской губернии, встал вопрос о строительстве нового более просторного храма. Инициатором строительства и сборщиком средств выступил губернатор генерал-лейтенант, князь Александр Гагарин.

### Сбор средств на строительство
В 1848 году была открыта подписка по всей России по сбору средств на сооружение храма. Первоначально в наличие имелось только 3000 р. церковных денег собранных военными. Пожертвования населения города, в которые посильный вклад внесло и мусульманское население губернии, составили еще 10000 р. Наместник Кавказа граф Михаил Воронцов прислал 1000 р, штаб отдельного Кавказского корпуса — 500 р.; купчиха первой гильдии А. А. Баранова, в месте с товарищем по торговле Зубовым пожертвовали 1000 р.; кубинский житель С. А. Лазарев — 500 р., дербентский гражданин Я. А. Аветов — 500 р.; московский купец Н. Г. Никонов — 250 р. и два посеребренных паникадила. Таким образом было собрано еще 11000 р. Но по ходу строительства выяснилось что средств не хватает. Для продолжения строительства наместник Кавказа разрешил употребить доход кубинских оброчных статей за 1850 и 1851 гг. в сумме 9479 р. 48 коп. и позаимствовать из городских доходов 2000 р. К концу 1852 г. стало ясно что средств на отделку и приобретения убранства и колоколов храма средств нет. Новый военный губернатор князь Моисей Аргутинский вышел с представлением по сбору средств на достройку. В результате было собрано еще 29446 р. Всего на строительство собора было затрачено 44507 рублей 84 копейки.

### Строительство
8 мая 1849 года в 12 часов дня, в присутствии князя Воронцова с женой, была произведена закладка фундамента. Проект церкви был разработан князем Григорием Гагариным в русско-византийском стиле. Руководил строительством полевой инженер капитан В. И. Гершельман. Церковь возводилась из местного тесаного камня и была рассчитана на 500 человек. При рытье фундамента строители наткнулись на развалины древнего храма. Предположительно в IV веке на том месте располагалась Албанская церковь. Было выявлено много глиняных труб и остатки бассейна, а также почти уцелевшие своды храма из жжённого кирпича с остатками колонн и полов, вымощенных плитами.

По проекту в церкви должен был быть чугунный пол, который позже был заменен торцевым из орехового дерева. Утварь храма доставлялась со всех концов империи: кресты, паникадило, подсвечники из Москвы, колокола из Астрахани, иконостас из Тифлиса. Роспись храма и написание части икон была произведена князем Григорием Гагариным. В частности им были написаны иконы: Тайная Вечеря, святых архангелов Михаила и Гавриила, Сошествие Святого Духа на апостолов, Святого Георгия и Святого Александра Невского. На колокольне были установлены часы изготовленные мастером Штерном в Одессе.
 В 1875 году вокруг церкви была возведена ограда и разбит сквер.

### Деятельность
26 ноября 1853 года храм был освящен во имя Святого Георгия победоносца. Служение в церкви началось с 15 декабря 1853 года. Первоначально церковь оставалась в военном ведомстве как выстроенная для военного ведомства вместо старой (1853 году старую церковь вернули мусульманам), службы в ней проводили поочередно протоиерей линейного полка и епархиальный священник. В 1859 г. в штат церкви были назначены дьякон и причетник. В 1862 году экзархом Грузии был назначен новый епархиальный священник. В 1879 году церковь была передана епархиальному подчинению Бакинского благочиния Грузинского экзархата. В 1894 г. была образована Владикавказская епархия, куда вошла и Дагестанская область. В 1902 году церкви был придан статус собора. 

Притч собора состоял из: протоиерея, священника, дьякона и двух псаломщиков. Содержание притча производилось из средств государственного казначейства.

## Уничтожение храма
Собор был разрушен коммунистами в 1938 году. Ныне на его месте расположен памятник В. И. Ленину.

## Музеефикация
На площади Свободы открыта к осмотру часть фундамента собора, накрытая стеклом. Также установлен памятный знак с краткой историей собора.

## Галерея

Вид на г. Дербент